# Ходковский, Вацлав
Вацлав Ходковский (польск. Wacław Chodkowski; род. 6 октября 1878 г. Козенице — 11 марта 1953 г. Варшава) — польский художник.
Ходковский изучал живопись в варшавском Классе рисунковом под руководством художника Войцеха Герсона, который окончил в 1900 году. Был членом художественной группы «Захента», в галерее которой выставлял свои работы (в 1914 г. — Портрет девочки, в 1916 г. — Портрет мальчика, в 1930 г. — Натюрморт с овощами), и где находилась его художественная мастерская.
Во время Второй мировой войны ателье художника погибло, как и многие его работы. В 1945 году В.Ходковский был принят в Союз польских художников и скульпторов.
Художник писал как акварели, так и картины маслом — пейзажи, виды Варшавы, портреты, натюрморты. После 1945 года работал в стиле социалистического реализма. По популярным довоенным акварелям художника польское почтовое ведомство выпускало почтовые открытки.